# Johann Beringer

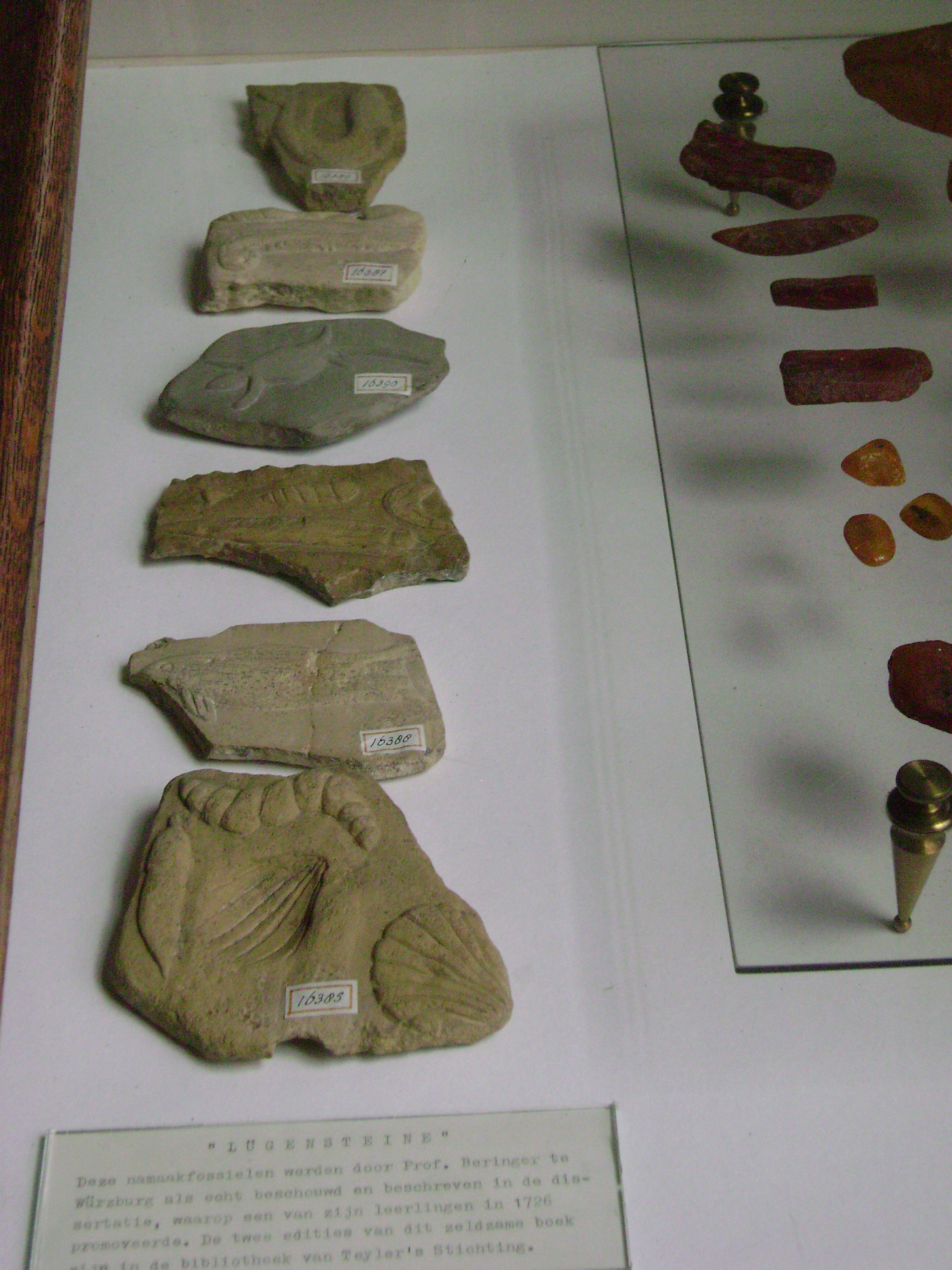
Würzburger Lügensteine tentoongesteld in het Teylers Museum, Haarlem

Johann Bartholomaeus Adam Beringer (circa 1667 – 1740) van de medische faculteit van de Universiteit van Würzburg was een van de eerste wetenschappers die te maken kreeg met wetenschappelijke fraude.
Beringer interesseerde zich voor fossielen. In 1725 kreeg hij van drie jongens, Christian Zanger en de broertjes Niklaus en Valentin Hehn, een aantal stenen met figuren erop die bestonden uit hemellichamen, planten, dieren en tabletten met Latijnse, Arabische en Hebreeuwse teksten. Beringer trachtte uit te zoeken wat de betekenis van deze stenen was. In totaal vond hij er daarna ongeveer tweeduizend, waarvan hij er tweehonderd op kopergravures liet afbeelden in een luxe uitgave van een proefschrift van een van zijn studenten, Georg Ludwig Hueber: Lithographiae Wirceburgensis: specimen primum, uitgegeven in 1726. Hierin probeerde hij onder andere een verklaring te zoeken voor dit fenomeen. Hij verwierp allerlei hypothesen waaronder de mogelijkheid dat het om oude heidense afbeeldingen zou gaan, resten van levende dieren of inwerkingen van natuurkrachten. Heidenen kenden geen Hebreeuws, de stenen bevatten geen skeletresten en natuurkrachten konden nooit een resultaat opleveren dat leek op een uitgebeiteld kunstwerk. Uiteindelijk bleef hem geen andere verklaring over dan dat het directe uitingen waren van de scheppende macht van God.
Hoe Beringer erachter kwam dat het om vervalsingen ging, is niet precies bekend; volgens de overlevering stond op een van de laatste "figuurstenen" (lapides figurati) die hij kreeg zijn eigen naam. Het bleek uiteindelijk tijdens een rechtszaak dat de vervalsingen waren gemaakt door twee universitaire collega's, professor Ignatz Roderick en bibliothecaris Johann Georg von Eckhart, die Beringer nogal arrogant vonden en hem een poets wilden bakken door de nepfossielen in de lagen te laten verbergen die Beringer onderzocht. Omdat de grap uit de hand dreigde te lopen, hadden ze hem op het eind door al te onzinnige exemplaren te produceren duidelijk proberen te maken hoe de zaak werkelijk zat. Ook dat had geen effect gehad waarna ze de geruchten begonnen te verspreiden die ertoe leidden dat Beringer ze voor het gerecht daagde wegens aantasting van zijn eer en goede naam. Toen hij eenmaal met veel moeite tot het besef kwam bedrogen te zijn, probeerde Beringer de hele oplage van het proefschrift terug te kopen. Dat schijnt hem bijna zijn vermogen te hebben gekost. Zijn nazaten gaven het proefschrift in 1767 opnieuw uit en verdienden daar een vermogen mee (ook volgens overlevering). Vaak wordt gezegd dat Beringer zich uit de wetenschap terugtrok maar dat is een fabeltje; von Eckhart en Roderick werden echter ontslagen.
De vervalsingen zouden later bekend worden onder de naam Würzburger Lügensteine. Nog 458 zouden er bewaard zijn gebleven. De affaire wordt vaak aangehaald in boeken over de geschiedenis van de biologie waarbij het verhaal nogal eens veranderd en aangedikt wordt. Zo zou Beringer door zijn eigen studenten zijn bedrogen of hij zou zo goedgelovig zijn geweest dat hij meende dat het om echte fossielen in moderne zin ging, dus overblijfselen van organismen.